# Amanda Ilestedt
Amanda Ilestedt (Sölvesborg, 17 gennaio 1993) è una calciatrice svedese, difensore dell'Eintracht Francoforte e della nazionale svedese.

## Biografia
Amanda Ilestedt cresce in una famiglia di sportivi; il cugino hockeista su ghiaccio Oliver Ekman-Larsson gioca in National Hockey League (NHL), mentre il fratello del nonno è Sven Tumba, anch'egli hockeista su ghiaccio, oltre che calciatore e golfista.

## Carriera

### Club
Ilestedt inizia a giocare nelle formazioni giovanili del Sölvesborgs GoIF per passare alla prima squadra prima di trasferirsi, al termine della stagione 2007, al Karlskrona FF. Con questi gioca la stagione 2008 e parte della 2009 per poi accettare la proposta dell'LdB FC Malmö, dove gioca nella sua formazione B. Le sue prestazioni convincono la società a inserirla nella formazione titolare già dalla stagione successiva dove contribuisce a conquistare il titolo 2010, iniziando una serie di vittorie che si concretizzeranno nella conquista della Damallsvenskan e Supercupen damer nel 2011, la Supercupen damer 2012 e la Damallsvenskan 2013.
Dal 2014 la squadra muta denominazione in Rosengård, continuando la collaborazione con Ilestedt per gli anni successivi: completano così il personale palmarès della giocatrice con il titolo nazionale al termine delle stagioni 2014 e 2015 e della Supercupen damer nel 2015 e 2016. In questo periodo ottiene anche la migliore prestazione in un torneo UEFA per club, raggiungendo i quarti di finale della stagione 2014-2015 della UEFA Women's Champions League, eliminata dal Wolfsburg.
Nel giugno 2017 si è trasferita al Turbine Potsdam, squadra tedesca partecipante alla Frauen-Bundesliga.
Nel luglio 2021, dopo due stagioni di fila al Bayern Monaco, dove vince il campionato tedesco nell'ultima stagione, si è trasferita in Francia al Paris Saint-Germain, squadra campione in carica del campionato francese. Nel 2022 vince la Coppa di Francia con la squadra parigina. Dopo due anni nella squadra francese, la calciatrice si trasferisce a Londra, diventando un nuovo difensore dell'Arsenal.

### Nazionale
Nel 2009 viene convocata dalla Federcalcio svedese per indossare la maglia della formazione under 17 impegnata nelle qualificazioni, fallendole, all'edizione 2010 del campionato europeo di categoria. Ilestedt fa il suo debutto nel torneo il 15 settembre 2009 in occasione dell'incontro valido per il primo turno di qualificazione dove la Svezia si impone per 8-0 sulle avversarie pari età della Lettonia. Con l'U-17 scenderà in campo in 16 occasioni siglando una rete.
Passata in seguito alla under 19 Ilestedt, indossandone la fascia di capitano, accompagna la squadra alla conquista dell'Europeo under 19 di Turchia 2012, primo titolo per la Svezia in questa categoria.

## Statistiche

### Presenze e reti nei club
Statistiche (parziali) aggiornate al 31 marzo 2025.
| Stagione                   | Squadra                    | Campionato                 | Campionato | Campionato | Coppe nazionali | Coppe nazionali | Coppe nazionali | Coppe continentali | Coppe continentali | Coppe continentali | Altre coppe | Altre coppe | Altre coppe | Totale | Totale |
| Stagione                   | Squadra                    | Comp                       | Pres       | Reti       | Comp            | Pres            | Reti            | Comp               | Pres               | Reti               | Comp        | Pres        | Reti        | Pres   | Reti   |
| -------------------------- | -------------------------- | -------------------------- | ---------- | ---------- | --------------- | --------------- | --------------- | ------------------ | ------------------ | ------------------ | ----------- | ----------- | ----------- | ------ | ------ |
| 2008                       | Karlskrona FF              | Div 2                      | 1          | 1          | CS              | 0               | 0               | -                  | -                  | -                  | -           | -           | -           | 1      | 1      |
| 2009                       | Karlskrona FF              | Div 2                      | 6          | 8          | CS              | 0               | 0               | -                  | -                  | -                  | -           | -           | -           | 6      | 8      |
| Totale Karlskrona FF       | Totale Karlskrona FF       | Totale Karlskrona FF       | 7          | 9          | -               | 0               | 0               | -                  | -                  | -                  | -           | -           | -           | 7      | 9      |
| 2010                       | LdB Malmö                  | DS                         | 15         | 0          | CS              | 2               | 0               | -                  | -                  | -                  | -           | -           | -           | 17     | 0      |
| 2011                       | LdB Malmö                  | DS                         | 8          | 0          | CS              | -               | -               | UWCL               | 2                  | 0                  | SC          | 1           | 0           | 11     | 0      |
| 2011                       | Vittsjö GIK                | Söderettan                 | 1          | 0          | CS              | 0               | 0               | -                  | -                  | -                  | -           | -           | -           | 1      | 0      |
| 2012                       | LdB Malmö                  | DS                         | 18         | 2          | CS              | 2               | 0               | UWCL               | 4                  | 0                  | SC          | 1           | 0           | 25     | 2      |
| 2013                       | LdB Malmö                  | DS                         | 20         | 0          | CS              | 2               | 0               | UWCL               | 4                  | 0                  | -           | -           | -           | 26     | 0      |
| Totale LdB Malmö           | Totale LdB Malmö           | Totale LdB Malmö           | 61         | 2          | -               | 6               | 0               | -                  | 10                 | 0                  | -           | 2           | 0           | 79     | 2      |
| 2014                       | Rosengård                  | DS                         | 19         | 1          | CS              | 5               | 1               | UWCL               | 6                  | 0                  | -           | -           | -           | 29     | 2      |
| 2015                       | Rosengård                  | DS                         | 22         | 0          | CS              | 1               | 0               | UWCL               | 4                  | 1                  | SC          | 1           | 0           | 28     | 1      |
| 2016                       | Rosengård                  | DS                         | 16         | 2          | CS              | 3               | 1               | UWCL               | 6                  | 0                  | SC          | -           | -           | 25     | 3      |
| 2017                       | Rosengård                  | DS                         | 11         | 0          | CS              | -               | -               | UWCL               | -                  | -                  | -           | -           | -           | 11     | 0      |
| Totale Rosengård           | Totale Rosengård           | Totale Rosengård           | 68         | 3          | -               | 9               | 2               | -                  | 16                 | 1                  | -           | 1           | 0           | 94     | 6      |
| 2017-2018                  | Turbine Potsdam            | FB                         | 22         | 2          | CG              | 3               | 0               | -                  | -                  | -                  | -           | -           | -           | 25     | 2      |
| 2018-2019                  | Turbine Potsdam            | FB                         | 13         | 0          | CG              | 2               | 0               | -                  | -                  | -                  | -           | -           | -           | 15     | 0      |
| Totale Turbine Potsdam     | Totale Turbine Potsdam     | Totale Turbine Potsdam     | 35         | 2          | -               | 5               | 0               | -                  | -                  | -                  | -           | -           | -           | 40     | 2      |
| 2019-2020                  | Bayern Monaco              | FB                         | 14         | 1          | CG              | 1               | 0               | UWCL               | 2                  | 0                  | -           | -           | -           | 17     | 1      |
| 2020-2021                  | Bayern Monaco              | FB                         | 18         | 4          | CG              | 3               | 0               | UWCL               | 8                  | 0                  | -           | -           | -           | 29     | 4      |
| Totale Bayern Monaco       | Totale Bayern Monaco       | Totale Bayern Monaco       | 32         | 5          | -               | 4               | 0               | -                  | 10                 | 0                  | -           | -           | -           | 46     | 5      |
| 2021-2022                  | Paris Saint-Germain        | D1                         | 15         | 1          | CF              | 2               | 0               | UWCL               | 9                  | 1                  | -           | -           | -           | 26     | 2      |
| 2022-2023                  | Paris Saint-Germain        | D1                         | 15         | 0          | CF              | 1               | 1               | UWCL               | 7                  | 0                  | TC          | 1           | 0           | 24     | 1      |
| Totale Paris Saint-Germain | Totale Paris Saint-Germain | Totale Paris Saint-Germain | 30         | 1          | -               | 3               | 1               | -                  | 16                 | 1                  | -           | 1           | 0           | 50     | 3      |
| 2023-2024                  | Arsenal                    | WSL                        | 12         | 1          | FA WC           | 1               | 1               | UWCL               | 2                  | 0                  | FA WLC      | 2           | 1           | 17     | 3      |
| 2024-2025                  | Arsenal                    | WSL                        | 2          | 0          | FA WC           | 3               | 0               | UWCL               | 0                  | 0                  | FA WLC      | 0           | 0           | 5      | 0      |
| Totale Arsenal             | Totale Arsenal             | Totale Arsenal             | 14         | 1          | -               | 4               | 1               | -                  | 2                  | 0                  | -           | 2           | 1           | 22     | 3      |
| Totale carriera            | Totale carriera            | Totale carriera            | 248        | 23         | -               | 31              | 4               | -                  | 54                 | 2                  | -           | 6           | 1           | 339    | 30     |

## Palmarès

### Club

#### Competizioni nazionali
- Campionato svedese: 5

LdB FC Malmö: 2010, 2011, 2013
Rosengård: 2014, 2015
- Supercoppa svedese: 4

LdB FC Malmö: 2011, 2012
Rosengård: 2015, 2016
- Campionato tedesco: 1

Bayern Monaco: 2020-2021
- Coppa di Francia: 1

Paris Saint-Germain: 2021-2022
- FA Women's League Cup: 1

Arsenal: 2023-2024

#### Competizioni internazionali
- UEFA Women's Champions League: 1

Arsenal: 2024-2025

### Nazionale
- Campionato d'Europa under 19: 1

2012
- Algarve Cup: 2

2018 (condiviso con i Paesi Bassi), 2022
- Argento olimpico: 1

Tokyo 2020